# Avitailleur (bateau)
Pour les articles homonymes, voir Avitailleur.

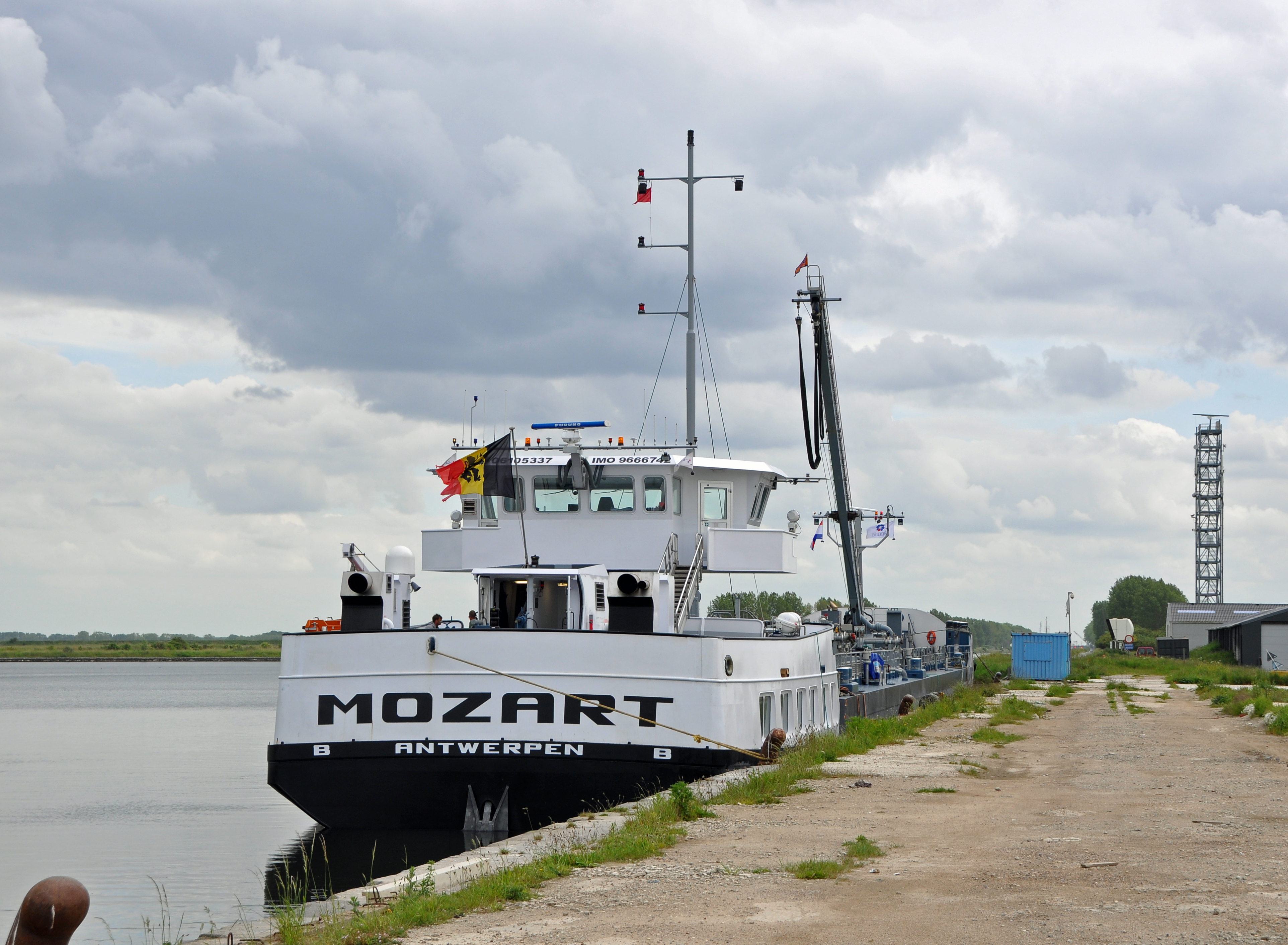
L'avitailleur belge Mozart.

En navigation fluviale, portuaire et maritime, un avitailleur est un type de navire de 30  à   110 m équipé pour ravitailler en combustible d'autres navires, de plaisance ou de commerce. Il va les servir là où ils sont amarrés, mais peut aussi les ravitailler en route, opération délicate réservée aux navires de guerre en mer.
Outre le FO (Fuel Oil), l'avitailleur peut livrer du DO (Diesel Oil) de l'eau potable et d'autres fournitures en navigation fluviale.